# Gyroporus cyanescens
Gyroporus cyanescens là một loài nấm thuộc họ Boletaceae.